# Леонора д'Есте
Леонора д'Есте (3 липня 1515, Феррара, Герцогство Феррара — 15 липня 1575, Феррара, Герцогство Феррара) — дворянка з Феррари. Перша донька Альфонсо I д'Есте, герцога Ферарського та його другої дружини Лукреції Борджіа - як свою першу дочку, Альфонсо назвав її на честь своєї матері Елеонори Неаполітанської.

## Життя
Вона виховувалась у Феррарі, і її мати померла, коли їй було чотири роки – у її батька було ще двоє дітей з Лаурою Діанті. Леонора була єдиною з дочок Альфонсо і Лукреції, яка пережила обох батьків. Вона стала черницею в монастирі Corpus Domini і була похована там разом зі своєю матір’ю та іншими членами своєї родини.

## Musica quinque vocum motetta materna lingua vocata
У 1543 році Джироламо Скотто з Венеції опублікував збірку з 43 релігійних мотетів під назвою Musica quinque vocum motetta materna lingua vocata. У цій публікації немає вказівок на те, хто міг бути композитором.
Лорі Страс, професор музики Саутгемптонського університету, стверджує, що Леонора могла бути композитором. У ті часи Леонора була тричі дискваліфікована з права називатися: вона була жінкою, принцесою та черницею.

## Зовнішні посилання
https://en.m.wikipedia.org/wiki/Eleonora_d'Este_(1515%E2%80%931575)￼